# John A. Adam
John Anthony Adam es un matemático aplicado británico-estadounidense conocido por su trabajo sobre patrones en la naturaleza y en el modelado matemático de los patrones de crecimiento del cáncer y los vasos sanguíneos. Es profesor universitario de matemáticas en la Universidad Old Dominion en Virginia.

## Biografía
Se graduó en 1971, con honores de primera clase, del Queen Elizabeth College. Completó su doctorado en 1974 en el University College de Londres. Su tesis, A Theoretical Study of Magnetohydrodynamic Processes in Solar Active Regions (Un estudio teórico de los procesos magnetohidrodinámicos en regiones solares activas), fue supervisada conjuntamente por la astroquímica Gillian Peach y la astrofísica Carole Jordan.
Después de trabajar como investigador en astronomía teórica y matemáticas aplicadas, respectivamente en la Universidad de Sussex y la Universidad de Saint Andrews, se convirtió en profesor de matemáticas en la Universidad de Ulster en 1978, al tiempo que realizaba una afiliación de investigación en el Instituto de Estudios Avanzados de Dublín. En 1983 llegó a Estados Unidos como becario Fulbright en la Universidad de Rochester, y en 1984 se trasladó a la Universidad Old Dominion. Fue nombrado profesor universitario allí en 1999.
En 2007, el Consejo Estatal de Educación Superior de Virginia (SCHEV) le otorgó el Premio a la Facultad Destacada. En 2012, ganó el Premio Carl B. Allendoerfer de la Mathematical Association of America por una exposición sobre modelado de vasos sanguíneos.

## Publicaciones
Adam es autor de libros entre los que se incluyen:
- A Survey of Models for Tumor-Immune System Dynamics (edited with Nicola Bellomo, Springer, 1997)
- Mathematics in Nature: Modeling Patterns in the Natural World (Princeton University Press, 2003)
- Guesstimation: Solving the World's Problems on the Back of a Cocktail Napkin (with Lawrence Weinstein, Princeton University Press, 2008)
- A Mathematical Nature Walk (Princeton University Press, 2009)
- X and the City: Modeling Aspects of Urban Life (Princeton University Press, 2012)
- Rays, Waves, and Scattering: Topics in Classical Mathematical Physics (Princeton University Press, 2017)